# دائرة مشونش
دائرة مشونش هي إحدى دوائر ولاية بسكرة الجزائرية.